# Twiggy
Twiggy, nascuda Lesley Hornby i actualment coneguda pel seu nom de casada, Twiggy Lawson (Neasden, Londres, 19 de setembre de 1949), és una model, actriu i cantant anglesa. Als 16 anys esdevingué la principal model juvenil britànica. Fou coneguda aleshores pel seu aspecte androgin, ulls grans, pestanyes llargues, constitució molt prima i cabell curt. El 1966 fou anomenada "el rostre del 1966" pel diari Daily Express i "dona britànica de l'any". El 1967 va treballar com a model a França, el Japó i els Estats Units, i va ocupar les portades de Vogue i d'altres revistes. Fou famosa arreu del món. Twiggy és recordada com la primera top model internacional, i com la icona de la moda dels anys seixanta i setanta del segle xx.
Twiggy personificà l'època del Swinging London i desfilà amb mini per a la dissenyadora Mary Quant: el seu cos d'adolescent amb una silueta filiforme, el seu pentinat amb la ratlla al costat, com un noi, i la seva joventut van ajudar a fer de Londres una capital de la moda. Quan va visitar el Japó el 1967 va provocar una expansió extraordinària de la moda de la mini en aquell país.
Després de quatre anys fent de model, Twiggy es va retirar el 1970 tot dient: "No pots ser un penjarrobes tota la vida!". A partir d'aquí, també va tenir una reeixida carrera com a actriu, i fins i tot fou cantant.
Twiggy va tenir el seu propi programa de televisió, Twiggy's People, on entrevistava celebritats, i va fer de jurat en el reality show America's Next Top Model. El 1998, la seva autobiografia, Twiggy in Black and White, fou un dels llibres més venuts. Des del 2005, ha tornat a fer de model.

## Premis i nominacions
- 1972. Globus d'Or a la millor actriu musical o còmica per The Boy Friend
- 1972. Globus d'Or a la millor promesa femenina per The Boy Friend